# Saint-Gravé

Saint-Gravé este o comună în departamentul Morbihan, Franța. În 1 ianuarie 2022 avea o populație de 745 de locuitori.